# Торенте 2: Мисија у Марбељи
Торенте 2: Мисија у Марбељи (шп. Torrente 2: Misión en Marbella) шпански је филм из 2001. Насловну улогу у филму тумачи Сантијаго Сегура, који га је режирао и за њега написао сценарио.

## Радња
Проћердавши сав новац на коцку и жене, Торенте постаје приватни детектив у приморском одмаралишту Марбеља.
У почетку делује да новца и жена има напретек, али како остаје без готовине, тако остаје и без жена, па очајни Торенте отвара детективску школу како би скрпио крај с крајем. Заједно са полазником курса решава крађу драгуља, а успут откривају и опасан терористички план за уништење Марбеље.

## Улоге
| Глумац           | Улога             |
| ---------------- | ----------------- |
| Сантијаго Сегура | Хосе Луис Торенте |
| Габино Дијего    | Чучо              |
| Тони Лебланк     | Маурисио Торенте  |
| Инес Састре      |                   |
| Хосе Луис Морено | Спинели           |
| Артуро Валс      | Фабиано           |